# Oxytrypia danilevskyi
Oxytrypia danilevskyi är en fjärilsart som beskrevs av Miljanovskyi 1973. Oxytrypia danilevskyi ingår i släktet Oxytrypia och familjen nattflyn. Inga underarter finns listade i Catalogue of Life.